# Jáchym Topol
Jáchym Topol (Praga, 4 agosto 1962) è uno scrittore ceco.

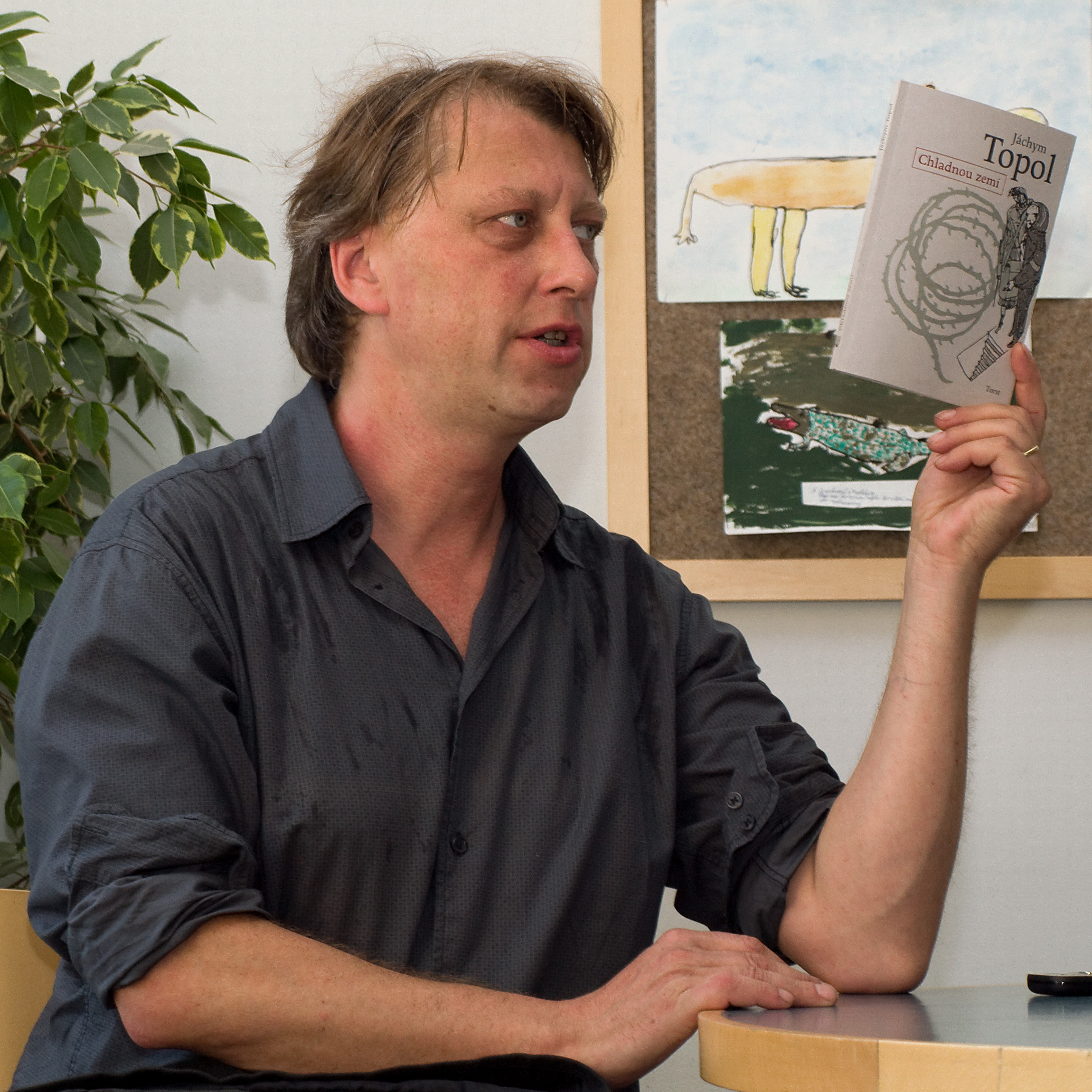
Jáchym Topol con il suo libro Chladnou zemí (settembre 2010)

Figlio del drammaturgo Josef Topol, è oggi l'autore ceco più conosciuto della sua generazione.

## Biografia
A sedici anni ha firmato la Charta 77, nel 1985 ha fondato la rivista underground "Revolver Revue". Non potendo frequentare l'università a causa della sua attività di dissidente, ha svolto diversi lavori manuali, dal magazziniere al muratore e diverse volte è stato arrestato per la sua collaborazione in pubblicazioni samizdat. Ha scritto testi di canzoni, poesie e romanzi, per i quali ha vinto diversi premi letterari. È stato tradotto in inglese, tedesco, francese, polacco, ungherese, svedese, turco. Lavoro notturno è stato il suo primo romanzo pubblicato in Italia.

## Opere

### Poesie
- Miluji tě k bláznění (1988);
- V úterý bude válka (1993)

### Racconti e romanzi
- Výlet k nádražní hale (1994)
- Sestra (1994)
- Anděl (1995) Traduzione italiana di Laura Angeloni: Anděl. La fermata dell'Angelo, Edizioni Azimut (2008)
- Noční práce (2001) Traduzione italiana di Laura Angeloni: Lavoro notturno, Edizioni Azimut (2006)
- Kloktat dehet (2005)Traduzione italiana di Laura Angeloni: Artisti e animali del Circo socialista, Einaudi (2011)
- Chladnou zemí (2009)Traduzione italiana di Letizia Kostner: L'officina del diavolo, Emanuela Zandonai Editore, Rovereto (2012)